# 27091 Alisonbick
27091 Alisonbick è un asteroide della fascia principale. Scoperto nel 1998, presenta un'orbita caratterizzata da un semiasse maggiore pari a 2,4333457 UA e da un'eccentricità di 0,1607496, inclinata di 9,46199° rispetto all'eclittica.